# 竹たば古墳
竹たば古墳（たけたばこふん）は、埼玉県さいたま市岩槻区本丸二丁目に存在した古墳。
岩槻台地の東端の舌状台地先端部に位置する。1963年（昭和38年）、竹たば遺跡の発掘調査が行われた際に古墳址が発見された。墳丘・石室ともに既に破壊されているが、もとは凝灰質砂岩で構築された小型の横穴式石室を持つ直径6メートル程度の円墳だったと推定されている。古墳の築造年代は7世紀頃と推定されている。1935年（昭和10年）に大刀が掘り出されたとの伝承がある。